# Балата (Южная Осетия)
Балата или Балаан (осет. Балата, Балаан, груз. ბალაანი — Балаани) — село в Закавказье, расположено в Ленингорском районе Южной Осетии, фактически контролирующей село; согласно юрисдикции Грузии — в Ахалгорском муниципалитете.

## География
Село находится на реке Ксани (Чисандон) на севере Ленингорского района.

## Население
Село населено этническими грузинами. По данным 1959 года в селе жило 119 жителей, в основном грузины. По переписи 2002 года (проведённой властями Грузии, контролировавшей восточную часть Ленингоского/Ахалгорского района на момент проведения переписи) в селе жило 121 человек, в том числе 93 % составили грузины.

## История
В период южноосетинского конфликта в 1992—2008 гг. село входило в состав восточной части Ленингорского района РЮО (Ахалгорского района Грузии), находившейся в зоне контроля Грузии. После войны в августе 2008 года село вместе с остальной восточной частью Ахалгорского района перешло под контроль властей РЮО.

## Топографические карты
- Лист карты K-38-65 Ленингори. Масштаб: 1 : 100 000. Издание 1979 г.